# Saulo Nardy Nader
Saulo Nardy Nader (Ouro Preto, 13 de fevereiro de 1985) é um médico neurologista, também conhecido pelo pseudônimo de Doutor Tontura. Formado pela Faculdade de Medicina de Marília (FAMEMA), na qual foi Orador de Turma e especializado pela Universidade de São Paulo (USP). É conhecido por popularizar a informação médica sobre Tontura no Brasil, através de aparições em revistas, TV e pela internet, com um site e um famoso canal no Youtube, chamado Neurologia e Psiquiatria. É coordenador de Departamento Científico da Academia Brasileira de Neurologia que trata sobre Distúrbios Vestibulares e do Equilíbrio e é o neurologista brasileiro membro oficial da Bárany Society, com sede na Suécia, que é a sociedade científica internacional que cuida de todos os temas científicos relacionados a tontura 

## Carreira Médica
Saulo estudou medicina na Faculdade de Medicina de Marília. Após a faculdade, já como médico, se interessou pela área de Neurologia, cursando residência médica no Hospital das Clínicas da Faculdade de Medicina da Universidade de São Paulo (HCFMUSP). Entre 2014 a 2019  foi chefe do departamento de Neurologia do Hospital Municipal do Campo Limpo e do Hospital Geral de Pirajussara.  
Foi médico colaborador no departamento de Neurologia do Hospital das Clínicas de São Paulo por 9 anos, onde ensinava sobre Tontura a alunos de medicina e médicos residentes.  
Atualmente é médico do corpo clínico do Hospital Albert Einstein.   

## Carreira como Comunicador
Em 2016, iniciou canal do Youtube Neurologia e Psiquiatria TV, com sua esposa, a médica psiquiatra Maria Fernanda Caliani, no qual descreve doenças, seus sintomas e formas de prevenção. 
Na mídia, deu muitas entrevistas sobre labirintite, contando com três participações em programas do Ronnie Von, três participações ao vivo para Cátia Fonseca, da TV Bandeirantes, duas entrevistas exclusivas no Danilo Gentili, no SBT, além de muitas outras aparições em vários programas em diversos canais, onde foi apresentado como Doutor Tontura.  

## Ligações Externas
- Página Oficial
- Dr. Tontura no Instagram